# Ula sylvatica
Ula sylvatica é uma espécie de mosca da família Pediciidae, descrita por Meigen em 1818.